# حوت قاتل (جنس)
الحوت القاتل (الاسم العلمي: Orcinus) هو جنس من الحيتانيات، يتبع فُصيلة Orcininae ‏.